# Ministero del Reich per i Territori occupati dell'Est

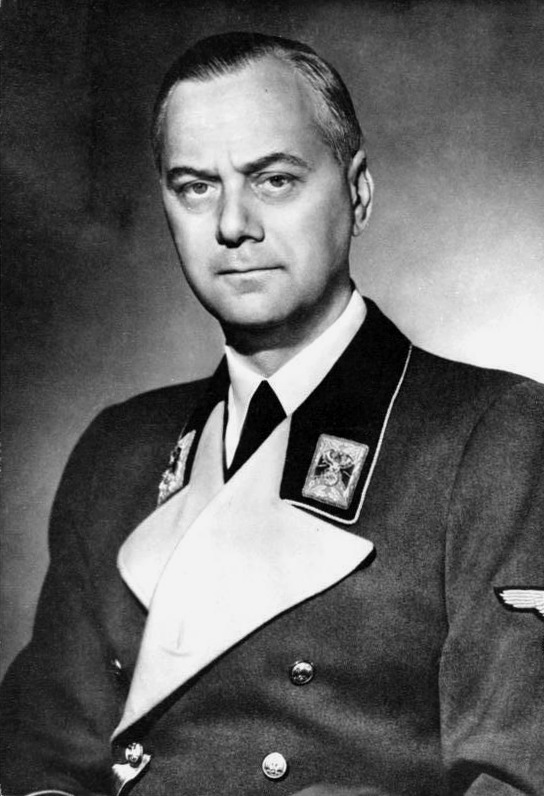
Alfred Rosenberg, capo del "Reichsministerium für die besetzten Ostgebiete" o "RMfdbO"

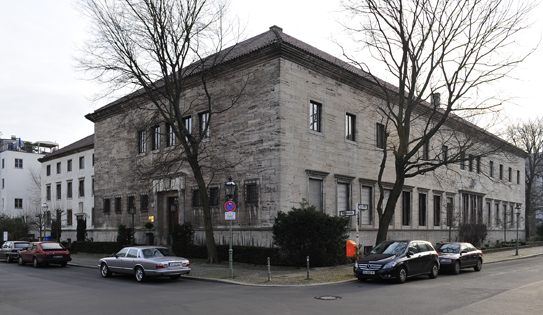
Dal 1942 l'ufficio del ministro per i Territori occupati dell'Est Alfred Rosenberg

Il Ministero del Reich per i Territori occupati dell'Est (dal tedesco: Reichsministerium für die besetzten Ostgebiete, o RMfdbO), creato dalla Germania nazista nel luglio del 1941, e istituito per controllare le vaste aree occupate dai tedeschi in Europa orientale e Russia all'inizio della seconda guerra mondiale, fu presieduto da Alfred Rosenberg. Alla vicepresidenza c'era Alfred Meyer.
Nel febbraio del 1942 cercò di diffondere un programma di riforma agraria nei territori occupati in Unione Sovietica che prometteva la decollettivizzazione e la re-distribuzione delle terre ai contadini per l'agricoltura individuale.
| Controllo di autorità | GND (DE) 18492-5 |